# Auguste Piccard

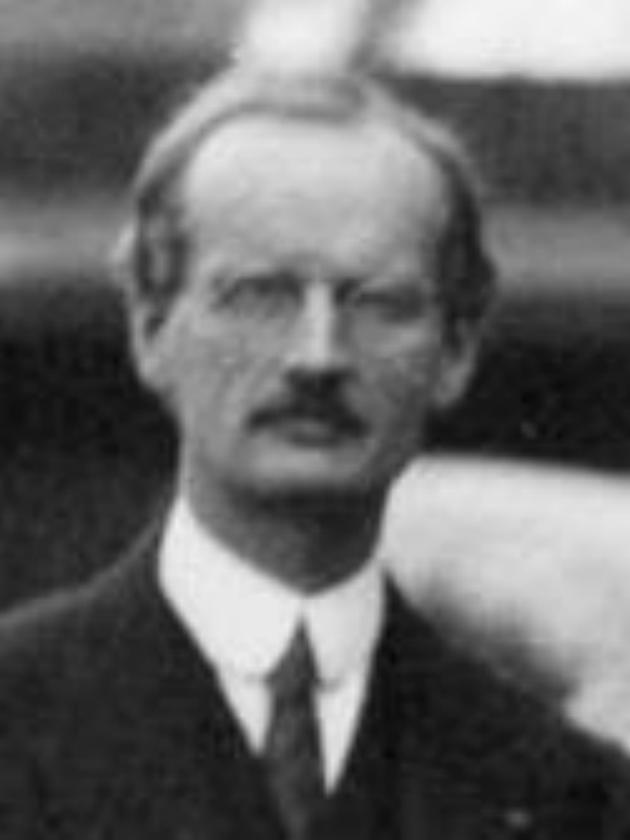
Auguste Piccard al 1927

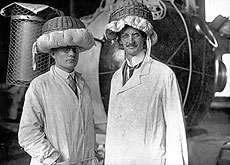
Piccard i Kipfer

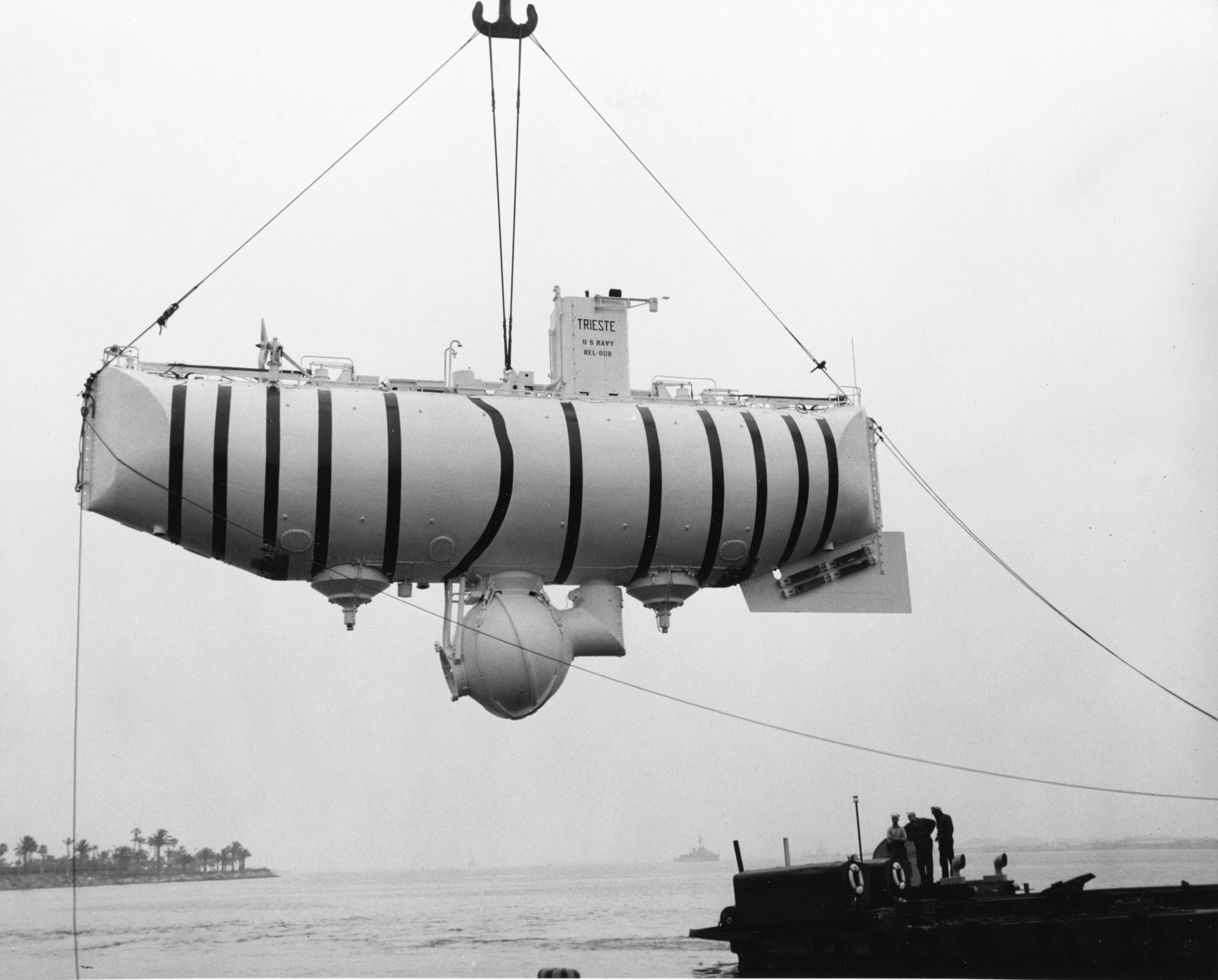
El batiscaf Trieste

Auguste Piccard (Basilea 28 de gener de 1884 - Lausana 24 de març de 1962). Físic, inventor, mecànic i explorador suís.
Llicenciat com enginyer mecànic per l'Escola Politècnica Federal de Zúric. Va ser professor de física el 1920.
Del 1922 fins a la jubilació va ser professor de física aplicada a la Universitat Lliure de Brussel·les. Estudià entre altres coses els raigs còsmics, els estrats ionitzats a l'estratosfera i els fons marins, inventà la cabina pressuritzada i el batiscaf, i millorà el disseny dels aèrostats. Alt, desmanegat i despistat, com un savi tret d'una novel·la de Jules Verne, el dibuixant de còmics Hergé s'inspirà en ell per a la creació del personatge del professor Silvestre Tornassol a les Aventures de Tintín.

## Ascensions
Ja el 1926 a bord d'un globus lliure, és un dels primers a comprovar experimentalment la veracitat de la teoria de la relativitat d'Albert Einstein, mesurant la velocitat de la llum amb un interferòmetre registrador d'alta precisió a 4.500 m d'altura.
El 27 de maig de 1931 amb el seu ajudant Paul Kipfer i l'aeròstat F.N.R.S. amb una cabina esfèrica pressuritzada de la seva invenció, arriben a 15.781 m d'altura. Amb alguns problemes tècnics, no poden fer tots els estudis científics que pretenien.
El 18 d'agost de 1932 amb Max Cosyns arriben a 16.201 m d'altura on els raigs còsmics són més lliures de col·lisions que a la superfície terrestre. Fan mesures d'intensitat, d'absorció i de direcció
El 24 d'octubre de 1934 el seu germà bessó Jean, professor d'aeronàutica a la Universitat de Minnesota, junt amb la seva dona Jeannette, amb un aeròstat enlairat a Dearbon, Michigan, arriben a una altura de 17.550 m

## Exploració submarina
L'any 1937 Piccard presenta l'invent del batiscaf per a la recerca dels fons marins. No és fins a la dècada dels 50, que pot construir amb l'ajut de Max Cosyns el batiscaf F.N.R.S.2, per poder submergir-se a grans profunditats.
El 30 de setembre de 1953 amb el batiscaf (franco-belga) F.N.R.S.3 Auguste Piccard i el seu fill Jacques, arriben a la profunditat de 3.150 m prop de l'illa de Ponça a Itàlia
El 23 de gener de 1960 amb el batiscaf millorat Trieste i amb pressupost de la marina Nord Americana; el fill de Piccard Jacques i el tinent Don Walsh, arriben al fons de la fossa Challenger Deep de 10.960 m de fondària a l'extrem sud-occidental de la fossa de les Mariannes a l'oceà Pacífic prop de l'illa de Guam.
L'any 1999 Bertrand Piccard, net d'Auguste Piccard, junt amb Braian Jones donen per primera vegada, la volta al món sense escales a bord d'un aeròstat tipus Rozièr.